# Karl Friedrich Baudius
Karl Friedrich Baudius, auch Carl Friedrich Baudius (* 20. November 1796 in Berlin; † 19. März 1860 in Leipzig) war ein deutscher Schauspieler.
Baudius war der Sohn eines evangelischen Pastors und sollte auf Wunsch seines Vaters ebenfalls Theologe werden. Baudius weigerte sich strikt und durfte dann einen kaufmännischen Beruf erlernen; der ihn aber auch nicht recht interessierte.
Am 5. April 1815 verließ Baudius Leipzig, um sich dem „neuen Herrscher Europas“ – Napoleon Bonaparte – anzuschließen. Er erreichte das kaiserliche Heer am Tag der Schlacht bei Waterloo und erlebte dessen Untergang. Als Bettler kehrte er zurück nach Leipzig und ließ sich – mangels anderer Möglichkeiten – an das dortige Theater engagieren. Am 20. November 1815 konnte er dort als „Niklas“ erfolgreich debütieren.
Die Schauspielerin Auguste Wilbrandt-Baudius ist seine Adoptivtochter.
Der junge Theodor Fontane, später Schriftsteller, damals Apothekerlehrling, machte 1842 in Leipzig Bekanntschaft mit Baudius, „einem trefflichen Künstler und geistvollen alten Herrn“.

## Rollen (Auswahl)
- Niklas – Der Graf von Burgund (August von Kotzebue)
- Matz – Das Intermezzo oder der Landjunker zum ersten Mal in der Residenz (August von Kotzebue)
- Alter Klingsberg – Die beiden Klingsberg (August von Kotzebue)
- Kalinsky – Humoristische Studien (Karl August Lebrun)
- Marinelli – Emilia Galotti (Gotthold Ephraim Lessing)
- Muley Hassan – Die Verschwörung des Fiesco zu Genua (Friedrich Schiller)
- Malvolio – Was ihr wollt (William Shakespeare)
- Ambrosio – Le Barbier de Séville (Pierre Augustin Caron de Beaumarchais)

## Zitat
Heinrich Anschütz berichtet in seinen „Erinnerungen“:
Baudius hatte die seltene Ausdauer sich vier bis fünf Stunden vor Beginn einer wichtigen Vorstellung zur Toilette in die Garderobe zu setzen und hier eine Reihe von Gesichtsmasken fertig zu machen und zu verwerfen, bis ihm eine zusagte. Er hat sich dieser Liebhaberei zu Gefallen sogar zu dem Opfer entschlossen, seine Augenbrauen wegzubeizen um diese nach Belieben künstlich anzubringen.